# Вилли, Клод
Клод Элвин Вилли (Ланкастер, штат Пенсильвания, 1917 — 7 августа 2003 года) — американский биолог и преподаватель Гарвардского университета.
Вилли является выпускником Калифорнийского университета. Он начал преподавать в 1941 году в Беркли в качестве младшего научного сотрудника, прежде чем стать доцентом в Университете Северной Каролины. Он в то время написал свою первую книгу, учебник по биологии, впоследствии претерпевший восемь изданий и переведенный на шесть языков. После этого Вилли работал в Гарвардском университете в качестве преподавателя с 1946 года вплоть до своей отставки в 1991 году. За это время он стал автором и соавтором 350 публикаций.